# Ri Hyang-ok
Dans ce nom coréen, le nom de famille, Ri, précède le nom personnel.
Pour les articles homonymes, voir Ri.
Ri Hyang-ok, née le 18 décembre 1977, est une ancienne milieu de terrain de football féminin nord-coréenne et arbitre de football. Elle était membre de l'équipe de football nationale féminine de Corée du Nord. Elle a participé aux coupes du monde 1999 et 2003. 
Elle fait partie des arbitres officiant lors de la Coupe du monde féminine de football 2019 organisée en France.